# Magnified
Magnified è il secondo album in studio del gruppo musicale statunitense Failure, pubblicato l'8 marzo 1994 dalla Slash Records.

## Tracce
Testi di Greg Edwards, eccetto dove indicato, musiche di Ken Andrews e Greg Edwards.
1. Let It Drip – 2:41 (testo: Ken Andrews)
2. Moth – 3:50
3. Frogs – 4:55 (testo: Ken Andrews, Greg Edwards)
4. Bernie – 5:17 (testo: Ken Andrews)
5. Magnified – 4:36
6. Wonderful Life – 5:34 (testo: Ken Andrews)
7. Undone – 4:27 (testo: Ken Andrews, Greg Edwards)
8. Wet Gravity – 6:06
9. Empty Friend – 4:21
10. Small Crimes – 7:13

## Formazione
Hanno partecipato alle registrazioni, secondo le note di copertina:
Gruppo
- Ken Andrews – voce, chitarra, basso
- Greg Edwards – basso, chitarra, batteria, percussioni, tastiera

Altri musicisti
- John Dargahi – batteria (tracce 1, 2, 6 e 7)

Produzione
- Failure – produzione
- Ken Andrews – missaggio
- David Bianco – missaggio
- Stephen Marcussen – mastering
- Paul Lani – ingegneria del suono
- John Jackson – assistenza all'ingegneria
- Howard Willing – assistenza all'ingegneria
- Bruce Schwartz – copertina
- Liz Bailey – fotografia
- Glenn Wexler – fotografia